# Такахасі Шьотей
Шьотей Такахасі (яп. 高橋松亭, 1871 — 11 лютого 1945) — японський ксилограф, преставник течії шінханґа. Відомий також під іменем Такахасі Хіроакі (高橋弘明). Ім'я при народженні — Мацумото Кацутаро (松本勝太郎).

## Біографія
Народився у Токіо у 1871 році. Свій творчий псевдонім, Шьотей, отримав від свого дядька, Мацумото Фуко, під чиїм началом він вивчав мистецтво. У віці 16 років почав працювати у департаменті закордонних справ Міністерства Імператорського двору, де копіював дизайни іноземних церемоніяльних об'єктів.
У 1889 році Шьотей разом з Терадзакі Коґьо заснував Японську молодіжну асоціацію живопису (Japan Youth Painting Society, 日本青年絵画協会). У 1907 Шьодзабуро Ватанабе запрошує його, вже досить успішного митця, долучитися до мистецької течії шінханґа («нові дереворити»).
У 1923 році Великий кантоський землетрус та спричинені ним пожежі зруйнували робочі приміщення Ватанабе, де зберігалася велика колекція робіт Шьотей та інших майстрів течії шінханґа. Наступні роки Шьотей відтворював втрачені дизайни, одночасно працюючи над новими роботами.
Помер від пневмонії 11 лютого 1945 року. Існує чутка, нібито він помер під час бомбардування Хірошіми, проте підтверджень цьому немає. Роботи Шьотей зберігаються у постійних колекціях багатьох музеїв світу, серед яких Британський музей, Бонстонський Музей витончених мистецтв, Національний музей східних мистецтв Ґіме, Музей мистецтв округу Лос-Анджелес та Сент-Луїський_мистецький_музей.